# Туризм у Шотландії

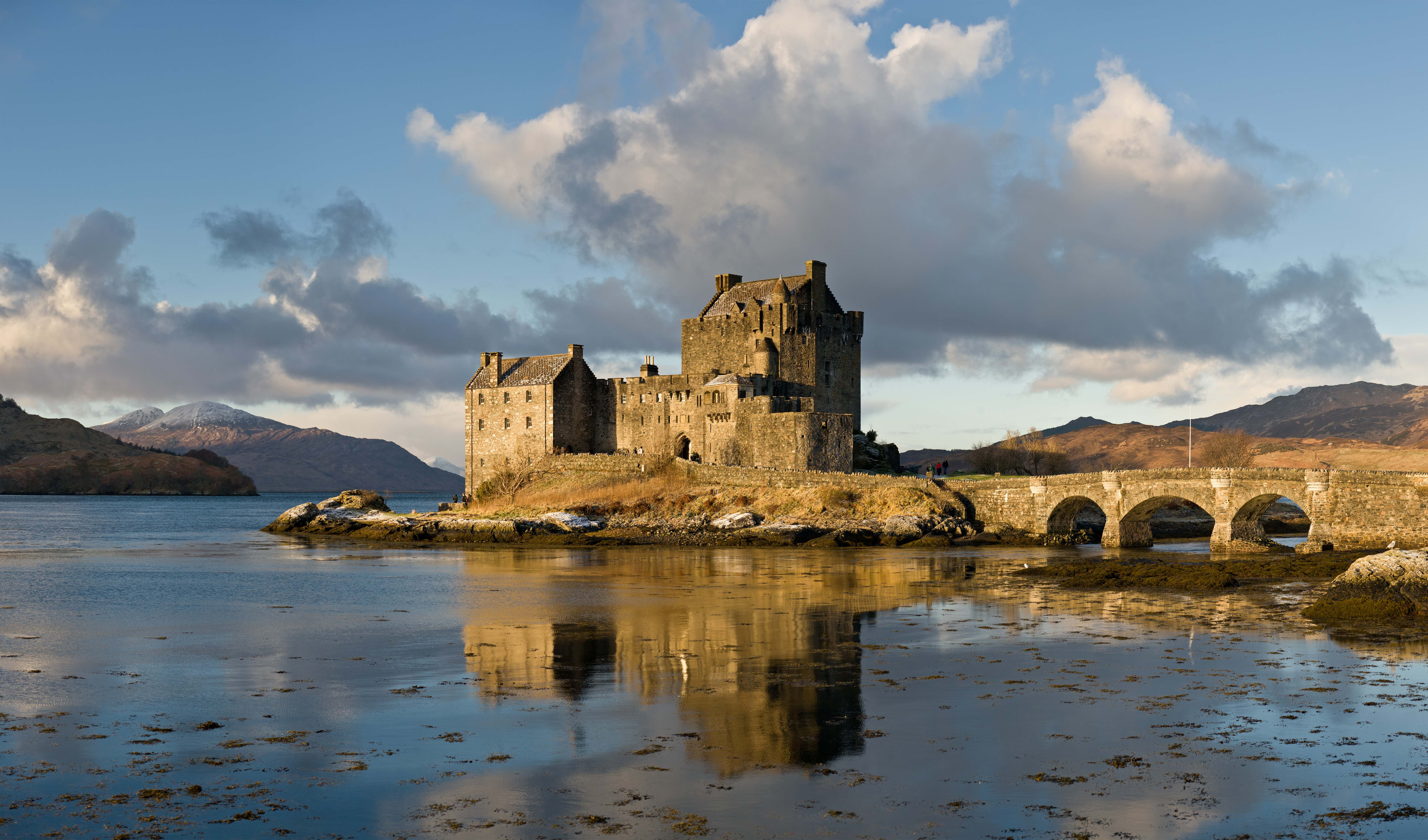
Замок в Шотландії

Туризм у Шотландії  відвідувати Шотландію потрібно окремо від Англії. Цю  країну не можна називати провінцією Англії. Багата історія, чарівна природа, тисячолітні традиціі, ось що притягує туристів. Шотландія - це європейська столиця пригодницького активного туризму, а також головне туристичне напрямок для спостереження за дикою природою в Європі.

## Відомі імена Шотландії
Роберт Бернс, Роберт Луїс Стівенсон, Роб Рой для декого ці імена  можуть звучати  як порожній звук, зате гордий дух Вільяма Уоллеса ( «Відважне серце») хочуть відчути усі.

## Що відвідати?

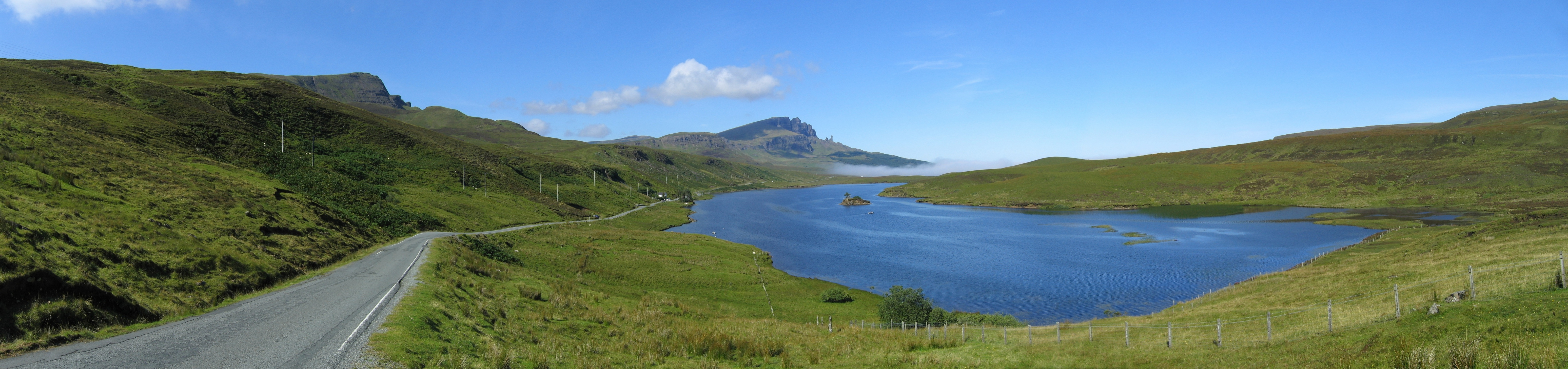
Шотландія, Сполучене Королівство.

Шотландія асоціюэться із горами та горянами, а ще враження справлять на будь-кого величні замки, скелясті береги, віскі та гольф. Одна із найзнаменитіших пам'яток - озеро Лох-Несс. Озеро відоме у всьому світі. Легенда про Лохнеське чудовисько принесла славу озеру й Шотландії. Чудовисько ще називають Нессі.
У селі Драмнадроучіт, можна побачити відразу дві виставки. У кожній можна побачити статуї чудовиська в натуральну величину. Околиці озера не менше цікаві: це замок Алдурі і руїни замку Урхард, звідки відкривається чудовий вид на озеро. А поблизу розташувався Інвернесс - невелике містечко в 260 км на північ від Единбурга; вважається, що саме з Інвернесса відбувається більшість старовинних шотландських сімей і що це - справжня батьківщина вівсянки, віскі і волинки. Пляжі Шотландії - одні з найкращих пляжів світу. Протяжність берегової лінії 16 491 км. Пляжі західного узбережжя з білим піском і кристально чистою водою часто фотографують до якості пляжів Карибського моря для туристичних проспектів.

## Західні острови
Західні острови: острів Сауф-Юст - унікальні Каланіш-Стендінг-Стоунс, виставковий центр «Ланнтер», галерея «Харбор-В'ю», Каландіс-Візітор-Центр, де представлена історія древніх каменів, руїни гельських замків. Острів Барра славиться замком Кісмул, на острові Айл-оф-Скай можна подивитися руїни замку Нок-Касл в Армадейл, замок на воді маолі і дуже ефектний замок Айлеан-Донан.
Острови Оркні мають яскраву історію, на яку вплинуло те, що багато століть острова ставилися до Норвегії. На заході в Вест-Мейнленде в Ськара-Брей знаходиться доісторична село, якому близько 5 тис. Років, і стародавні брили Стендінг-Стоунс, які стоять по колу. Особливо цікавий Ринг-ов-Брогар - коло діаметром 104 м з вертикальних кам'яних брил, приблизно однакових за формою і розміром. Також тут можна відвідати гробницю МЕІС-Хоув, побудовану за 3 тис. Років до нашої ери, і катакомби Майн-Хоув (2 тис. Років).

## Абердин
Історичний Абердин знаходиться на північно-східному узбережжі Шотландії. Це місто згадується в середньовічних хроніках ще за часів Вільгельма Завойовника, і вже тоді він був відомий на всю Європу. В 12-14 ст. місто було резиденцією шотландських королів. 

## Глазго
Найбільше місто Шотландії - Глазго - вважається центром мистецтв і місцем проведення численних фестивалів.
Замок Інверарі - казкове готична споруда, що стоїть на березі озера Файн недалеко від Глазго, один з головних туристичних центрів Західної Шотландії. У замку можна побачити збройовий зал, зал гобеленів, Вікторіанський зал, салон для гостей і чудовий обідній зал. Також недалеко знаходиться музей Інверарі і Парк дикої природи. Замок Стерлінг, палац Скоун і Замок Блер - ще лише мала частина архітектурних багатств Шотландії.